# Alfonso Carafa
Pour les articles homonymes, voir Carafa.
Pour les autres membres de la famille, voir Famille Carafa.
Alfonso Carafa (ou Caraffa), né le 16 juillet 1540 à Naples et mort le 29 août 1565 à Naples, est un cardinal italien, arrière-neveu du pape Paul IV, et fils d'Antonio Carafa.

## Biographie
À seulement 17 ans, Paul IV le créé cardinal-diacre en 1557 et archevêque de Naples.
Afin d'enrichir les Carafa, Paul IV dépouilla les familles Colonne et Guidi. À cause des Carafa, il soutint une guerre contre Naples et l'Espagne, mais en 1559, peu avant sa mort, les plaintes contre leur rapacité et leurs injustices, le forcèrent à les exiler de Rome et à les priver de leurs dignités. 
Son successeur, Pie IV, ennemi personnel des Carafa, poussa plus loin le châtiment : en 1560, le cardinal Carlo Carafa fut condamné à mort et étranglé dans sa prison ; son frère, Giovanni Carafa, soupçonné d'avoir fait assassiner sa femme, eut la tête tranchée ; le cardinal Alfonso Carafa, fut soumis à une amende de 100 000 écus ; enfin le sénat romain abolit par décret la mémoire des Carafa.
En 1566, Pie V fit réviser leurs procès et les réintégra dans leurs titres et honneurs.

## Sources
- Notices d'autorité :   - VIAF
  - ISNI
  - IdRef
  - LCCN
  - GND
  - Espagne
  - Belgique
  - Pologne
  - Israël
  - NUKAT
  - WorldCat
- Marie-Nicolas Bouillet  et Alexis Chassang (dir.), « Alfonso Carafa » dans Dictionnaire universel d’histoire et de géographie, 1878 (lire sur Wikisource)
- Adriano Prosperi, «CARAFA, Alfonso». In: Dizionario Biografico degli Italiani, Vol. XIX, Roma, Istituto dell'Enciclopedia Italiana, 1976